# Krivina, Sofia-capitala
Krivina (în bulgară Кривина) este un sat în comuna Stolicina, regiunea Sofia-capitala,  Bulgaria. 

## Demografie
Componența etnică a satului Krivina
     Bulgari (91,67%)
     Nicio identificare (7,4%)
     Altele (0,91%)
La recensământul din 2011, populația satului Krivina era de 1.418 locuitori. Din punct de vedere etnic, majoritatea locuitorilor (91,67%) erau bulgari. Pentru 7,4% din locuitori nu este cunoscută apartenența etnică.